# Louis Rosier
Louis Claude Rosier (Chapdes-Beaufort, 5 novembre 1905 – Neuilly-sur-Seine, 29 ottobre 1956) è stato un pilota automobilistico francese.
Nel 1950 ha vinto il Circuit de l'Albigeois e il Gran Premio d'Olanda, non validi per il Campionato Mondiale ma soprattutto ha conquistato la vittoria alla 24 Ore di Le Mans alla guida di una Talbot-Lago T26.
Fu vittima di un incidente al Circuito di Montlhéry il 7 ottobre 1956 al seguito del quale morì per le ferite riportate poche settimane dopo a Neuilly-sur-Seine. Oggi riposa nel cimitero Carmes a Clermont-Ferrand.

## Carriera

### Gli inizi
Louis Rosier era figlio di un mercante di vino. Fin da giovane cominciò a guidare il camion del padre, prima di diventare apprendista in un'officina. Nel 1927 iniziò la sua carriera di pilota, prendendo parte a corse motociclistiche in salita. In seguito aprì una propria officina ed una società di trasporti a Clermont-Ferrand. Il passaggio dalle moto alle auto avvenne nel 1938, quando prese parte alla 24 Ore di Le Mans.
La seconda guerra mondiale interruppe però la sua carriera di pilota. Rosier si arruolò nella Resistenza francese e solamente al termine del conflitto poté riprendere a correre. Nel 1947 ottenne il suo primo successo di prestigio, vincendo il Gran Premio di Albi, seguito dalla conquista di una gara a Forez l'anno dopo e dal Gran Premio del Belgio del 1949. Sempre nel 1949 ottenne il titolo nazionale di campione francese, che avrebbe conseguito anche nei quattro anni seguenti.

### Formula 1

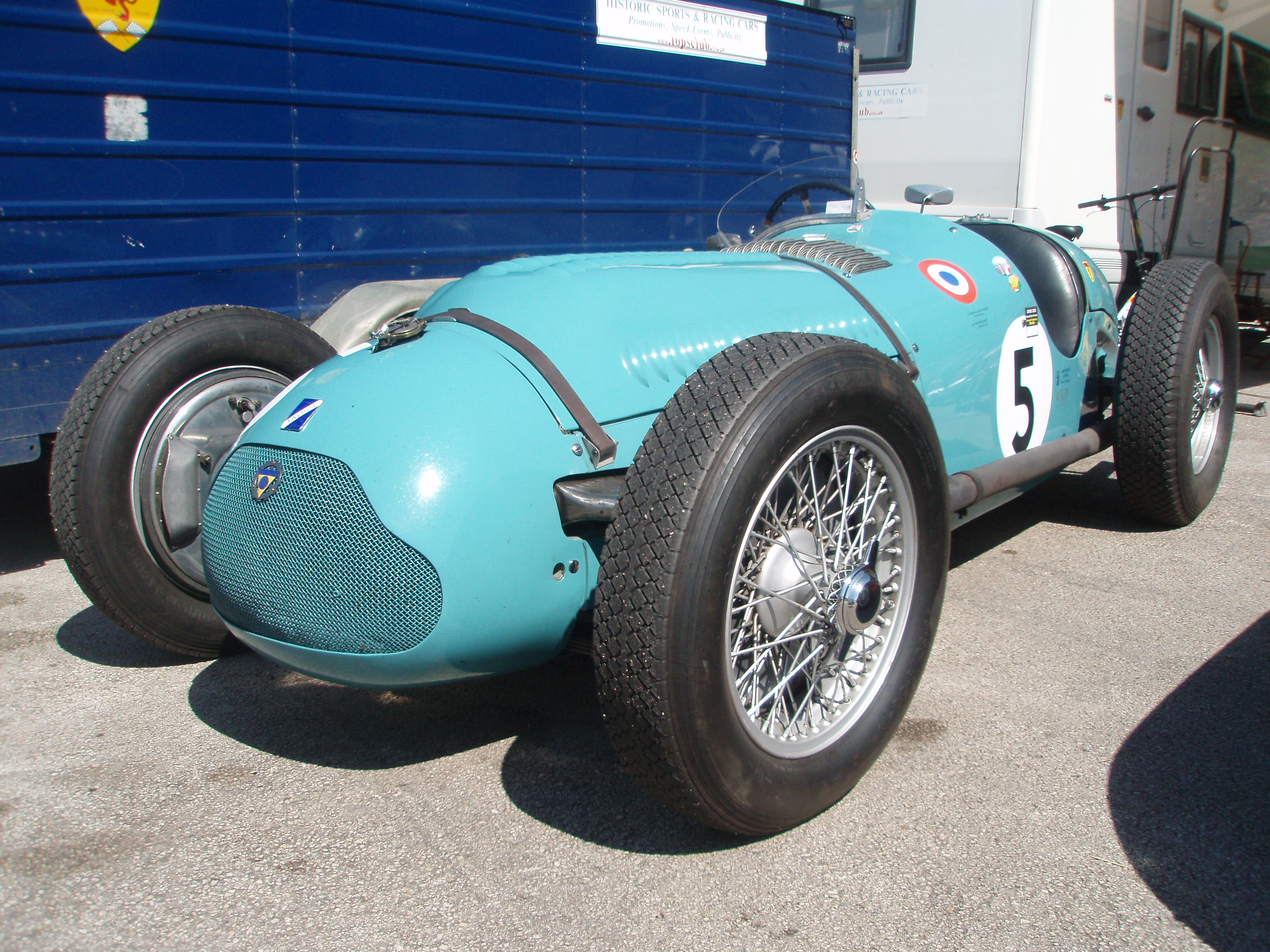
La vettura che Rosier condivise con Juan Manuel Fangio alla 24 Ore di Le Mans del 1951.

Nel 1950 vinse la 24 Ore di Le Mans condividendo la vettura con il figlio. Lo stesso anno fece il suo debutto in Formula 1 alla guida di una Talbot-Lago, con cui vinse due gare extra-campionato e due podi ai Gran Premi di Svizzera e Belgio. L'anno seguente, però, le vetture francesi erano meno competitive e in campionato non andò oltre un quarto posto. Si impose, però, a Bordeaux e in Olanda, gare non valide per il mondiale. Nelle stagioni seguenti non ottenne più risultati rilevanti, conquistando solo un quinto posto al Gran Premio di Germania 1956.

### Vetture sport
Parallelamente alla sua carriera in Formula 1 Rosier si dedicò pure alle gare per vetture sport. Prese infatti parte a varie edizioni della 24 Ore di Le Mans e alla Carrera Panamericana del 1953.
Proprio durante la Coupe de Salon del 1956 la sua vettura sbandò, a causa della pista bagnata, e si rovesciò varie volte, causando al pilota gravi ferite, di cui morì poche settimane dopo. Oggi Rosier riposa nel cimitero di Carnes a Clermont-Ferrand.

## Risultati

### Risultati completi in Formula 1
| 1950 | Scuderia                                               | Vettura      |   |     |  |   |   |   |   |  |  | Punti | Pos. |
| ---- | ------------------------------------------------------ | ------------ | - | --- |  | - | - | - | - |  |  | ----- | ---- |
| 1950 | Ecurie Rosier Automobiles Talbot-Darracq Charles Pozzi | T26C T26C-DA | 5 | Rit |  | 3 | 3 | 6 | 4 |  |  | 13    | 4º   |

| 1951 | Scuderia      | Vettura |   |  |   |     |    |   |   |   |  | Punti | Pos. |
| ---- | ------------- | ------- | - |  | - | --- | -- | - | - | - |  | ----- | ---- |
| 1951 | Ecurie Rosier | T26C-DA | 9 |  | 4 | Rit | 10 | 8 | 7 | 7 |  | 3     | 13º  |

| 1952 | Scuderia      | Vettura |     |  |     |     |  |  |  |    |  | Punti | Pos. |
| ---- | ------------- | ------- | --- |  | --- | --- |  |  |  | -- |  | ----- | ---- |
| 1952 | Ecurie Rosier | 500 F2  | Rit |  | Rit | Rit |  |  |  | 10 |  | 0     |      |

| 1953 | Scuderia      | Vettura |  |  |   |   |   |    |    |     |    | Punti | Pos. |
| ---- | ------------- | ------- |  |  | - | - | - | -- | -- | --- | -- | ----- | ---- |
| 1953 | Ecurie Rosier | 500 F2  |  |  | 7 | 8 | 8 | 10 | 10 | Rit | 16 | 0     |      |

| 1954 | Scuderia               | Vettura         |     |  |  |     |     |   |  |   |   | Punti | Pos. |
| ---- | ---------------------- | --------------- | --- |  |  | --- | --- | - |  | - | - | ----- | ---- |
| 1954 | Ecurie Rosier Maserati | 500/625 F1 250F | Rit |  |  | Rit | Rit | 8 |  | 8 | 7 | 0     |      |

| 1955 | Scuderia      | Vettura |  |     |  |   |   |  |  |  |  | Punti | Pos. |
| ---- | ------------- | ------- |  | --- |  | - | - |  |  |  |  | ----- | ---- |
| 1955 | Ecurie Rosier | 250F    |  | Rit |  | 9 | 9 |  |  |  |  | 0     |      |

| 1956 | Scuderia      | Vettura |  |     |  |   |   |     |   |  |  | Punti | Pos. |
| ---- | ------------- | ------- |  | --- |  | - | - | --- | - |  |  | ----- | ---- |
| 1956 | Ecurie Rosier | 250F    |  | Rit |  | 8 | 6 | Rit | 5 |  |  | 2     | 19º  |

| Legenda | 1º posto     | 2º posto | 3º posto    | A punti         | Senza punti/Non class.  | Grassetto – Pole position Corsivo – Giro più veloce |
| Legenda | Squalificato | Ritirato | Non partito | Non qualificato | Solo prove/Terzo pilota | Grassetto – Pole position Corsivo – Giro più veloce |

### Risultati in Gran Premi di Formula 1 extra Campionato del Mondo
(Le gare in grassetto indicano la pole position)
(Le gare in corsivo indicano il giro più veloce in gara)
| Anno | 1     | 2     | 3     | 4       | 5       | 6     | 7       | 8     | 9       | 10    | 11    | 12    | 13      | 14    | 15      | 16      |
| ---- | ----- | ----- | ----- | ------- | ------- | ----- | ------- | ----- | ------- | ----- | ----- | ----- | ------- | ----- | ------- | ------- |
| 1950 | PAU 3 | RIC   | SAN   | PAR Rit | BET     | BAR   | JRR     | ALB 1 | ZAN 1   | GIN   | NOT   | DUN   | PES 2   | INT   | GOO 7   | PEN Rit |
| 1951 | SIR 5 | PAU 2 | RIC   | SAN     | BOR 1   | INT 5 | PAR 3   | DUN 7 | SCO     | ZAN 1 | ALB 2 | PES 2 | BAR 4   | GOO 5 |         |         |
| 1952 | RIO   | VAL   | RIC   | ALB 1   | DUN 4   |       |         |       |         |       |       |       |         |       |         |         |
| 1953 | ALB 1 |       |       |         |         |       |         |       |         |       |       |       |         |       |         |         |
| 1954 | RIO   | SIR   | PAU 6 | LAV     | BOR Rit | INT 6 | BAR Rit | CUR   | ROM 5   | FRO   | BRC   | COR   | DRE     | CPT   |         |         |
| 1955 | TOR 6 | PAU 7 | GLO   | BOR Rit | INT 5   | NAP   | ALB 2   | CUR   | COR     | LON   | DRT 3 | RXT 7 | DTT Rit | IGCR  | AVO Rit | SIR Rit |
| 1956 | BUE   | GLO 7 | SIR   | B20 4   | INT 6   | NAP   | AIN     | VAN   | CAE Rit | BRS   |       |       |         |       |         |         |

### Risultati nei Gran Premi di automobilismo
| 1947    | Scuderia                   | Vettura                          | SVI | BEL | ITA | FRA |     |  | Posizione |
| ------- | -------------------------- | -------------------------------- | --- | --- | --- | --- | --- |  | --------- |
| 1947    | Talbot-Lago                | Talbot 150SS Talbot-Lago T150C   | 15  | 6   |     | 4   |     |  | 15º       |
| 1948    | Scuderia                   | Vettura                          | MON | SVI | FRA | ITA | GBR |  | Posizione |
| 1948    | Pilota privato             | Talbot-Lago T26 Talbot-Lago T26C | Rit | Rit | -   | 6   | 3   |  | 13°       |
| 1948    | Ecurie Tricolore           | Talbot-Lago T26C                 | -   | -   | 6   | -   | -   |  | 13°       |
| 1949    | Scuderia                   | Vettura                          | GBR | BEL | SVI | FRA | ITA |  | Posizione |
| 1949    | Pilota privato             | Talbot-Lago T26C                 | 3   | -   | 6   | 4   | Rit |  | 7º        |
| 1949    | Automobiles Talbot-Darracq | Talbot-Lago T26C                 | -   | 1   | -   | -   | -   |  | 7º        |
| Legenda |                            |                                  |     |     |     |     |     |  |           |

### Risultati alla 24 Ore di Le Mans
| Anno | Classe | N° | Gomme | Vettura                                       | Squadra                    | Co-piloti           | Giri | Pos. Assol. | Pos. di Classe |
| ---- | ------ | -- | ----- | --------------------------------------------- | -------------------------- | ------------------- | ---- | ----------- | -------------- |
| 1938 | 5.0    | 6  | D     | Talbot T150SS Coupé Talbot-Lago 4.0L I6       | Luigi Chinetti             | Robert Huguet       | 81   | Rit         | Rit            |
| 1949 | S 5.0  | 7  | D     | Talbot-Lago Spéciale Talbot-Lago 4.1L I6      | Ecurie Rosier              | Jean-Louis Rosier   | 21   | Rit         | Rit            |
| 1950 | S 5.0  | 5  | D     | Talbot-Lago T26 GS Talbot-Lago 4.5L I6        | Louis Rosier               | Jean-Louis Rosier   | 256  | 1º          | 1º             |
| 1951 | S 5.0  | 6  | D     | Talbot-Lago T26 GS Talbot-Lago 4.5L I6        | Louis Rosier               | Juan Manuel Fangio  | 92   | Rit         | Rit            |
| 1952 | S 5.0  | 15 | D     | Ferrari 340 America Spyder Ferrari 4.1L V12   | Ecurie Rosier              | Maurice Trintignant |      | Rit         | Rit            |
| 1953 | S 5.0  | 8  | D     | Talbot-Lago T26 GS Talbot-Lago 4.5L I6        | Automobiles Talbot-Darracq | Élie Bayol          | 37   | Rit         | Rit            |
| 1954 | S 5.0  | 5  | P     | Ferrari 375 Plus Ferrari 5.0L V12             | Scuderia Ferrari           | Robert Manzon       | 177  | Rit         | Rit            |
| 1955 | S 5.0  | 2  | P     | Talbot-Lago T26 GS Spyder Talbot-Lago 4.5L S6 | Ecurie Rosier              | Georges Grignard    |      | NP          | NP             |
| 1956 | S 3.0  | 17 | D     | Talbot-Lago Sport 2500 Maserati 2.5L I6       | Automobiles Talbot         | Jean Behra          | 220  | Rit         | Rit            |

### Risultati nella Mille Miglia
| Anno    | Scuderia | Costruttore | Vettura          | Numero | Categoria            | Classe   | Co-pilota | Risultato di classe | Risultato assoluto |
| ------- | -------- | ----------- | ---------------- | ------ | -------------------- | -------- | --------- | ------------------- | ------------------ |
| 1956    | Renault  | Renault     | Renault Dauphine | 73     | Turismo/Gran Turismo | T/GT 1.0 |           | 4°                  | 107°               |
| Legenda |          |             |                  |        |                      |          |           |                     |                    |